# Ruud Kaiser
Rudolph Hendrik „Ruud“ Kaiser (* 26. Dezember 1960 in Amsterdam, Niederlande) ist ein ehemaliger niederländischer Fußballspieler und heutiger -trainer. Er gilt als Experte für Nachwuchsförderung. 

## Karriere

### Als Spieler
Ruud Kaiser spielte in seiner 14-jährigen Profikarriere als Stürmer unter anderem für Ajax Amsterdam, wo er Niederländischer Meister und Pokalsieger werden konnte, Royal Antwerpen, Coventry City, den OGC Nizza und den FC Den Bosch.

### Als Trainer
Nach Ende seiner Spielerlaufbahn begann er eine Trainerkarriere. Seine erste Station dabei war der niederländische Zweitligist TOP Oss, wo Kaiser von 1991 bis 1997 Mitglied des Trainerstabes und für die sportliche Entwicklung des Klubs zuständig war. Von 1997 bis 1999 trainierte der Niederländer den Klub RBC Roosendaal.
Ab 1999 arbeitete Ruud Kaiser im Nachwuchsbereich des niederländischen Fußballverbandes. Zwischen 1999 und 2001 war er Co-Trainer der U-23-Nationalmannschaft, mit der er in der Qualifikation zu den Olympischen Sommerspielen 2000 in Sydney knapp scheiterte. Von 2001 bis 2005 trainierte Kaiser die niederländische U-17-Auswahl und arbeitete mit Spielern wie Rafael van der Vaart, Robin van Persie, Nigel de Jong, Arjen Robben oder Wesley Sneijder zusammen. 2005 führte er diese Mannschaft zur Vize-Europameisterschaft und zum dritten WM-Rang. Parallel dazu leitete er das Nachwuchs-Scouting des niederländischen Verbandes, für den er dabei ein internationales Scouting-System entwickelte.
Im Sommer 2006 wurde der Niederländer Trainer der A-Junioren des englischen Klubs FC Chelsea. In der Saison 2006/07 belegte er mit der Mannschaft den dritten Platz in der FA Academy League.
Am 11. Juni 2008 wurde Ruud Kaiser als neuer Trainer der SG Dynamo Dresden vorgestellt und wurde damit Nachfolger des entlassenen Eduard Geyer. Er erhielt einen Zwei-Jahres-Vertrag, der sich im Erfolgsfall um ein weiteres Jahr verlängert. Der Verein betonte, Ruud Kaiser entspräche als ausgewiesener Experte im Nachwuchsbereich genau den Anforderungen, da man in den kommenden Jahren vermehrt auf Nachwuchsspieler setze.
Im April 2009 übernahm Kaiser bis Ende der Saison 2008/09 das Amt des Sportdirektors der SG Dynamo Dresden, nachdem Ralf Minge von diesem Posten zurückgetreten war. Ruud Kaiser wurde am 4. Oktober 2009 in Dresden beurlaubt.
Am 16. April 2010 unterschrieb Kaiser beim 1. FC Magdeburg als Cheftrainer für die Saison 2010/11. Die Saison 2010/11 soll für einen Neuaufbau der Mannschaft dienen. Nach anhaltender Erfolglosigkeit wurde Ruud Kaiser im März 2011 als Trainer des 1. FC Magdeburg beurlaubt.
Vom 1. Juli 2013 bis Februar 2015 war er Cheftrainer beim FC Den Bosch.